# Christian Enemark
Christian Enemark (født 20. januar 1999) er en dansk fodboldspiller, der spiller for den danske klub Hobro IK.

## Klubkarriere
Enemark har spillet for Herfølge Boldklub, og i januar 2014 blev han rykket op i HB Køges U17 Ligatrup, selvom han på papiret stadig var U/15-spiller.
Han skiftede i januar 2015, da HB Køge og Brøndby IF var blevet enige om en transfer.

### Brøndby IF
Den 21. maj 2017 fik Enemark sin debut i Superligaen for Brøndby IF i en kamp mod SønderjyskE. Cheftræner Alexander Zorniger udnævnte ham efterfølgende som kampens bedste spiller.
Han blev den 3. august 2018 udlejet til HB Køge på en etårig aftale gældende frem til sommeren 2019 og således for resten af 2018-19-sæsonen.